# 日曆 (史書)
日曆，是一種史書體裁，由史官匯集每日的起居注、時政記及各政府部門之資料編排而成，因逐日記事，故名「日曆」。日曆保存了歷史事實較原始的面貌，亦是後世修史的素材。
日曆之名始於唐代。順宗朝的宰相韋執誼因見一般史官皆根據私人紀錄在家修史，褒貶不一，見解易流於褊狹，個人色彩十分濃厚，但是資料卻多不全，遂建議應該讓史官各自撰寫日曆，不但記載國家大事，也記載名人的私事，到了月底再集中於史館，共同討論日曆得失，議定後歸檔。
宋代建置日曆所，由著作郎、著作佐郎掌修，編修日曆成為正式制度，規定所有政府部門每天都要提供資料給日曆所，史官彙整資料後再依序編排，為日後編修實錄的根據。因宋人如此勤於編修日曆，以致於宋代保存了異常豐富的史料。
繼北宋之後，金朝著作局亦命著作郎、著作佐郎編修日曆，元以後各朝不再編修。

## 《宋史·藝文志》中所著錄的日曆

### 編年類
- 《唐天祐二年日曆》一卷已亡佚
- 《宋高宗日曆》一千卷已亡佚
- 《孝宗日曆》二千卷已亡佚
- 《光宗日曆》三百卷已亡佚
- 《寧宗日曆》五百一十卷，重修五百卷已亡佚
- 《理宗日曆》二百九十二冊，又一百八十冊已亡佚
- 《顯德日曆》一卷已亡佚
- 《汪伯彥建炎中興日曆》一卷已亡佚

### 別史類
- 《唐僖宗日曆》一卷已亡佚

### 傳記類
- 《朱朴日曆》一卷已亡佚

### 小說類
- 劉軻《牛羊日曆》一卷